# Iroiské moře
Iroiské moře (anglicky Iroise Sea, francouzsky Mer d'Iroise, bretonsky An Hirwazh) také Iroise je část Atlantskéko oceánu (nebo Keltského moře), která se rozkládá od ostrova Sein po ostrov Ouessant na západním konci Bretaně v severozápadní Francii. Jedná se o malé epikontinentální moře o rozloze pouhých 3550 km². Na severu a západě hraničí s Keltským mořem a na jihu s Biskajským zálivem.
Toto moře patří k nejnebezpečnějším v Evropě: v zimě mohou být vlny gigantické a zejména bouře velmi ničivé. Je však také považováno za jedno z nejbohatších na biologickou rozmanitost, což vedlo k tomu, že ho UNESCO v roce 1988 zařadilo mezi biosférické rezervace a v říjnu 2007 byla tato oblast vyhlášena prvním francouzským „mořským přírodním parkem“.

## Geografie
Pobřeží moře Iroise tvoří pásmo jemných písečných pláží, útesů, dun a ústí řek (v severní Bretani nazývaných aber). Především se však vyznačuje velkým množstvím skalnatých ostrůvků a ostrovů, které mohou být izolované, jako například Ile de Sein, nebo seskupené, jako například ostrovy Molènského souostroví. V severní části spojuje Iroiské moře s Keltským mořem průliv Four mezi bretaňským pobřežím a ostrovem Béniguet a Fromveur mezi Molènským souostrovím a ostrovem Ouessant; v jižní části průliv Raz de Sein.
Velmi různorodá hloubka a poloha u vstupu do Lamanšského průlivu vysvětlují intenzitu přílivových a odlivových proudů, které jsou pro něj charakteristické. Z tohoto důvodu, když se Lamanšský průliv během přílivu „naplní“, proudí silné proudy severovýchodním směrem; během odlivu, kdy se Lamanšský průliv „vyprazdňuje“, se tyto proudy obracejí. Proudy dosahují mimořádných rychlostí přes 3 m/s, jako například v Raz de Sein nebo Fromveur, kde je plavba velmi složitá. V menším měřítku se tento efekt opakuje v Rade de Brest, který se „vyprazdňuje“ a „naplňuje“ s každým přílivovým cyklem.
Iroiské moře je oblastí Francie s největší koncentrací majáků, což je dáno vysokým počtem potenciálních nebezpečí. Nacházejí se zde některé bájné majáky, často izolované v moři, a proto nazývané „pekelné“: maják Jument a maják Kéréon označují průjezd Fromveur mezi  Molènským souostrovím a ostrovem Ouessant; jižně od Molèn je maják Pierres Noires; v Raz de Sein maják Vieille a maják Tévennec; a na západním konci hráze Sein stojí maják Ar Men. Pobřeží a ostrovy v  Iroiském moři jsou rovněž posety významnými majáky: maják Saint-Mathieu a maják Kermorvan u vjezdu do úžin Four a Helle, maják Petit Minou u vjezdu do ústí Brestu. Na ostrově Ouessant se nachází 5 majáků: maják Kéréon, maják Nividic, maják Jument, maják Créac'h a maják Stiff, který doprovází radarovou věž Stiff, jež hlídá průliv Ouessant.

## Aktivity
Moře Iroise nabízí celou řadu aktivit. Francouzské námořnictvo zde působí od roku 1631, kdy byla v Brestu zřízena námořní základna. Od konce 20. století je centrem ponorkové činnosti díky základně jaderných ponorek zřízené na ostrově Île Longue na poloostrově Crozon v zálivu Brestu.
Rybolov, i když méně významný než v minulosti, je stále provozován, zejména prostřednictvím přístavů Le Conquet, Douarnenez, Camaret a Brest. Úlovky tvoří od krabů po sardinky a mořské ryby. Oblast je také oblíbená pro plachtění a rekreační plavbu, zejména v méně exponovaných oblastech podél pobřeží a v zátoce Douarnenez. Stále oblíbenější je také potápění, zejména díky mnoha přístupným vrakům a nádherným podmořským výhledům. 